# Festival Internacional de Música de Tecla Española
El Festival Internacional de Música de Tecla Española (FIMTE), también conocido por su traducción al inglés, International Festival of Spanish Keyboard Music, es un festival con sede en Almería, España, dedicado a organizar conciertos y actos académicos en torno al clave y el pianoforte.
Fue fundado en 2000 para conmemorar a Diego Fernández, nacido en Almería, y el constructor de claves para la familia real española desde 1722 hasta su muerte en 1775.
Entre los fines del festival es, según su fundadora y directora, Luisa Morales, «su utilización como espejo de lo que ocurre en la música de tecla española».
Asimismo, FIMTE ha organizado la celebración del First Global Scarlatti Marathon (2006), dedicado a la obra completa de Domenico Scarlatti, celebrado en once ciudades de siete países, y la C@bezón500 Collection (2010), dedicada a la obra completa de Antonio de Cabezón. 